# Anolis proboscis
Anolis proboscis este o specie de șopârle din genul Anolis, familia Polychrotidae, descrisă de Wilhelm Peters și Orces 1956. A fost clasificată de IUCN ca specie în pericol. Conform Catalogue of Life specia Anolis proboscis nu are subspecii cunoscute.